# Церква Святого Себастьяна (Манаус)

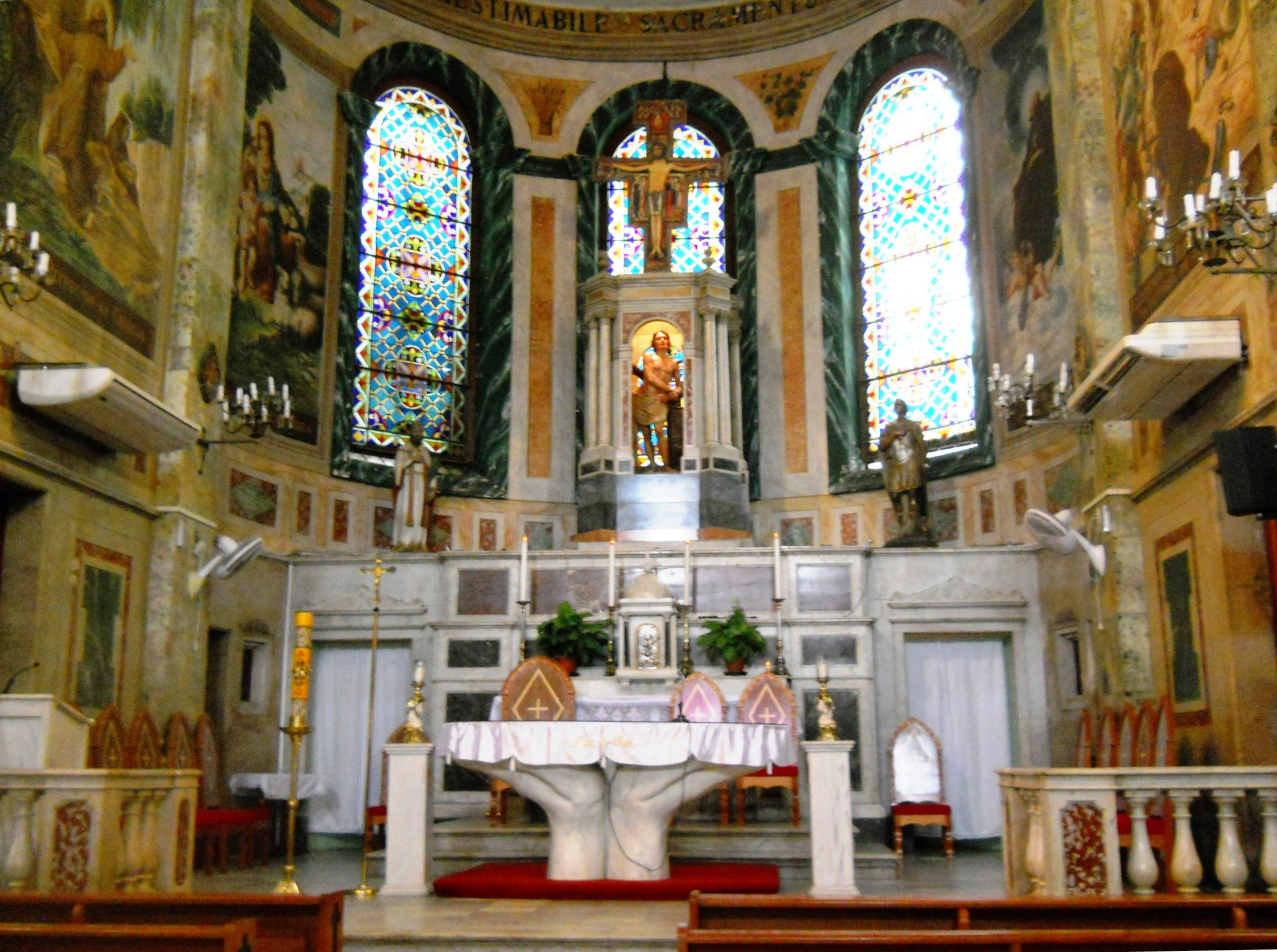
Вівтар

Церква Святого Себастьяна (порт. Igreja de São Sebastião) — католицький храм у місті Манаус, Бразилія. Входить до складу архієпархії Манауса. Одна із споруд історичного міського центру, яка є Національною пам'яткою Бразилії (№ 1614).
Перша дерев'яна, покрита соломою каплиця в ім'я святого Себастьяна в Манаусі на вулиці Conde D'Eu (сучасна вулиця Monsenhor Coutinho) , побудована в 1859 незабаром після прибуття в місто перших місіонерів з чернечого ордена францисканців.
Будівництво сучасного храму в стилі неокласицизму з деякими елементами неоготики почалося в 1870 з ініціативи першого настоятеля Жезуальду Маркетті де Лукаса (Jesualdo Marcchetti de Lucca). Проект храму розробив архітектор Себастьян Хосе Базиліо Піррон (Sebastião José Basílio Pyrrho), який раніше в 1878 побудував в Манаусі сучасний собор Непорочного Зачаття Пресвятої Діви Марії. Церква була освячена 7 вересня 1888.